# Hermann Adam von Kamp

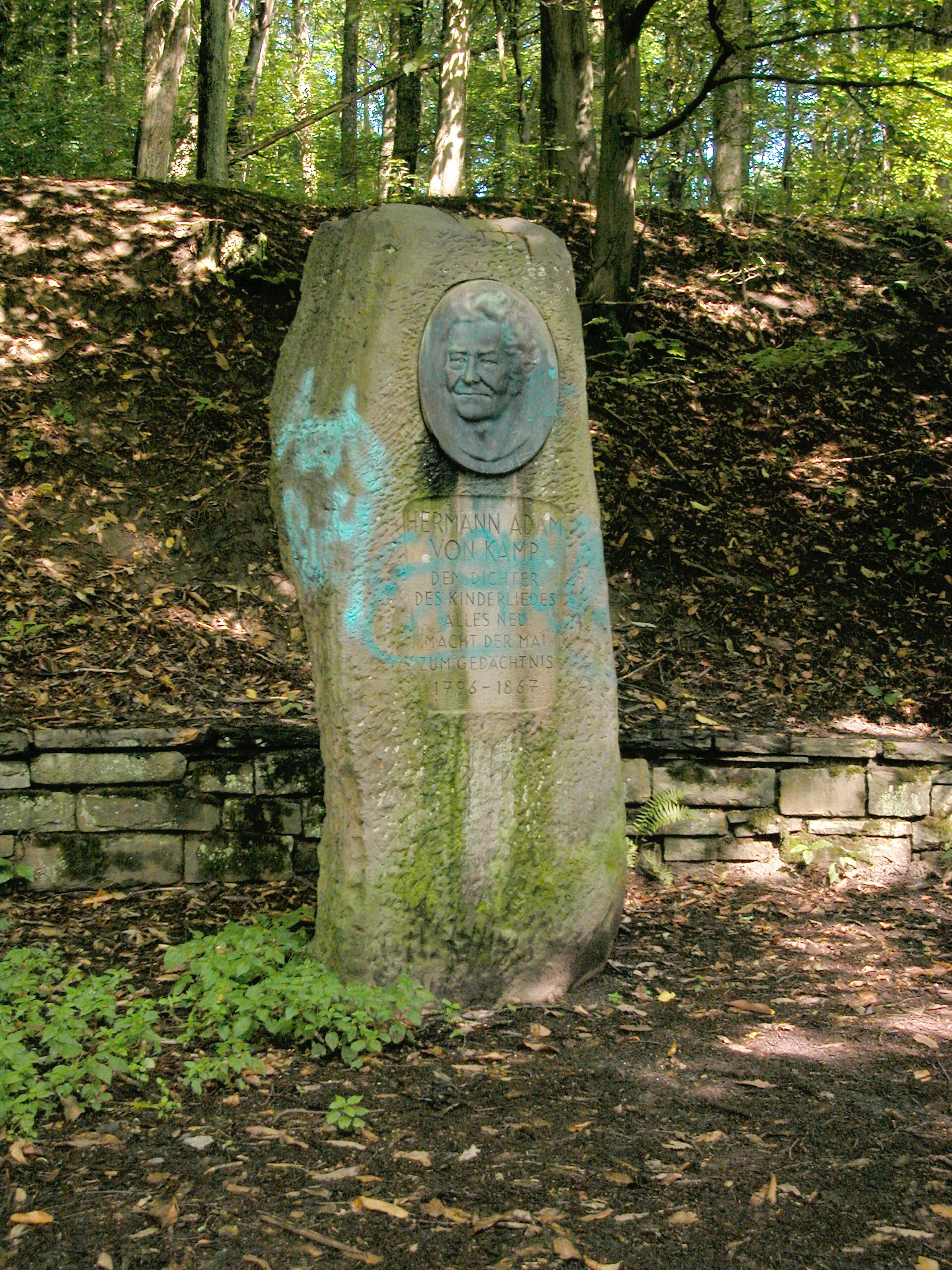
Kamień pamiątkowy z wizerunkiem Hermanna Adama von Kampa

Hermann Adam von Kamp (ur. 15 września 1796 w Ruhrort, Duisburg, zm. 26 listopada 1867 w Mülheim an der Ruhr) – niemiecki pisarz, nauczyciel i historyk lokalny. Jego piosenka Alles neu macht der Mai uznawana jest za dobro kultury języka niemieckiego.

## Życiorys
Hermann Adam von Kamp urodził się 15 września 1796 roku w Ruhrorcie, jako syn Jacoba von Kampa, z zawodu malarza. Od szóstego roku życia Hermann uczęszczał do szkoły podstawowej, w której edukacją chłopca zajmował się przyjaciel i sąsiad rodziny, Giesbert Wens. Hermann i Giesbert byli ze sobą blisko przez całe życie. Poprzez wpływ ojca i nauczyciela rozwinął się także u niego patriotyzm i sprzeciw wobec francuskich rządów.
Gdy w 1812 roku opuścił szkołę, początkowo znalazł pracę jako urzędnik. Zarobione pieniądze zainwestował w lekcje gry na fortepianie, organach i skrzypcach. Dzięki temu wkrótce mógł zarobić dodatkowe pieniądze jako organista kościelny.
W tamtym okresie pracę nauczyciela można było objąć po studiach w kolegium nauczycielskim lub podejmując pracę na stanowisku asystenta nauczyciela. Od 9 lutego 1813 roku Hermann Adam von Kamp pracował jako nauczyciel w klasie dla dziewcząt w Notwegschule w Mülheim an der Ruhr. W następnym roku przystąpił do egzaminu nauczycielskiego i 27 kwietnia 1814 roku uzyskał kwalifikację zawodową z doskonałym wynikiem egzaminu.
22 sierpnia 1814 roku młody Hermann Adam von Kamp objął stanowisko nauczyciela w Mülheim. Na to stanowisko mianował go właściciel zamku w Broich, Jerzego Karola von Hessen-Darmstadt. Z okazji złotego jubileuszu pracy nauczycielskiej von Kamp został w 1864 roku uhonorowany przez króla Wilhelma pruskiego Orderem Orła Czerwonego. Jubilata uhonorowało także miasto Mülheim. Przez wszystkie lata swojej kariery von Kamp nauczał kilka pokoleń mieszkańców miasta.
Hermann Adam von Kamp dwa razy się ożenił. Pierwsze małżeństwo zawarł z Margarethą Wilhelminą Wittfeld w grudniu 1819 roku w Krefeld. Margaretha urodziła dwójkę dzieci, po czym zmarła. W 1826 Hermann zawarł drugie małżeństwo, tym razem z Cathariną Röttgen. Wspólnie mieli ósemkę dzieci.
Hermann Adam von Kamp zmarł 26 listopada 1867 roku w wieku 71 lat w Mülheim. Został pochowany na Starym Cmentarzu (niem. Alter Friedhof an der Kettwiger Straße).

## Twórczość
Von Kamp w swoim czasie wolnym pisał teksty o historii swojej ojczyzny. W 1852 roku ukazała się jego książka Das Schloss und die Herrschaft Broich. Sammlung geschichtlicher Merkwürdigkeiten. Natomiast napisana przez niego w 1835 roku praca Beschreibung der Herrschaft Broich und des Kreises Duisburg została wydana przez Mülheimer Heimatverein dopiero w 1966 roku.
Jednak Kamp zasłynął dzięki swoim książkom dla dzieci i młodzieży. Napisał także pieśń Alles neu macht der Mai, która została opublikowana w 1829 roku. Piosenka ta stała się jedną z najpopularniejszych i najbardziej znanych niemieckich melodii ludowych. Inne wiersze jego pióra, dziś w dużej mierze zapomniane, zostały docenione przez króla pruskiego za jego życia. Kilkakrotnie wspominał wersety Kampa w listach uznania. Utwór Alles neu macht der Mai uznawany jest za dobro kultury języka niemieckiego.
W 2010 roku dawno zapomniana historia von Kampa trafiła na strony gazet w Niemczech (Stader Tageblatt), Szwajcarii (Neue Zürcher Zeitung) i Wielkiej Brytanii (The Times), a w Japonii mówiono o nim w telewizji. Wydana w 1830 roku Adelaide, das Mädchen vom Alpengebirge została uznana przez frankfurckiego niemieckiego uczonego Petera Büttnera za wzór literacki słynnej na całym świecie powieści Heidi szwajcarskiej autorki Johanny Spyri. Teza Petera Büttnera została jednak zrelatywizowana w programach telewizyjnych Kulturzeit i kulturplatz. „Neue Zürcher Zeitung” również dostrzegła jedynie powierzchowne podobieństwa i wskazała na wiele różnic w obu historiach.